# Montenegrinischer Familienorden vom Heiligen Petrus
Der Familienorden vom Heiligen Petrus war ein Hausorden der montenegrinischen Dynastie Petrović - Njegosch.

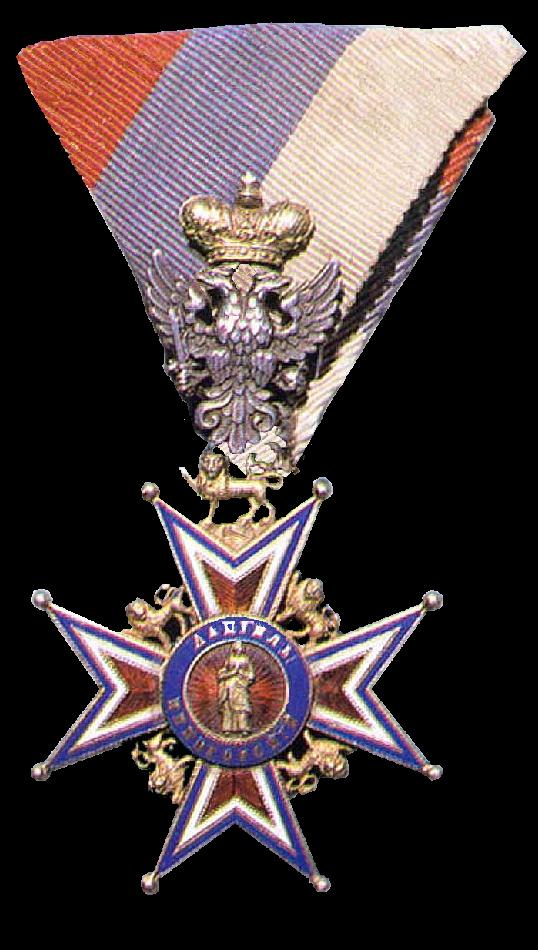
Der Petrusorden

Der Orden wurde um 1870 vom Fürsten (späteren König) von Montenegro Nikolaus I. gestiftet als Erinnerung an seinen Onkel Danilo I. und gleichzeitig an den Vladika, Heiligen Peter I. Petrowić-Njegosch von Cetinje, der Montenegro 48 Jahre regierte und die Unabhängigkeit des Landes konsolidierte.
Der Orden war eine einklassige Brustdekoration. Das Ordenskreuz war ein rot emailliertes Malteserkreuz mit weißer Einfassung. In den Winkeln des Kreuzes befanden sich goldene Löwen. Das Mittenmedaillon zeigte im Avers die Figur der Heiligen Jungfrau Maria vor rotem Hintergrund und war von einem blauen Band mit der kyrillischen Inschrift Danilo Crnogorski (Danilo von Montenegro) umgeben. Im Revers trug das Medaillon die Jahresdaten „1852–3“ als Erinnerung an das Jahr, in welchem die Unabhängigkeit des Landes von den Mächten anerkannt wurde und als Umrahmung die Inschrift (übers.) „Für die Unabhängigkeit Montenegros“. Im obersten Kreuzarm befand sich noch ein goldener Löwe und über ihm der silberne Doppeladler von Montenegro mit vollen Regalien, von einer goldenen Königskrone gekrönt. Der Orden wurde an einem rot-blau-weißen Dreiecksband von österreichischem Modell getragen.
Der Orden wurde nur an die Mitglieder der Dynastie, ihre Nachkommen und einige ausländische Staatsoberhäupter verliehen, z. B. an den Zaren Alexander II., Nikolaus’ Schwiegersöhne Peter I. von Serbien und Viktor Emanuel III. von Italien und an Alexander I. von Jugoslawien, der seinen mütterlichen Großvater König Nikolaus später um den Thron brachte.
Nach dem Tode des Königs Nikolaus im Jahre 1921 wurde der Orden nur noch als privater Hausorden verliehen.